# Municipio de Kettle River
El municipio de Kettle River (en inglés: Kettle River Township) es un municipio ubicado en el condado de Pine en el estado estadounidense de Minnesota. En el año 2010 tenía una población de 504 habitantes y una densidad poblacional de 6,3 personas por km².

## Geografía
El municipio de Kettle River se encuentra ubicado en las coordenadas 46°17′52″N 92°52′59″O / 46.29778, -92.88306. Según la Oficina del Censo de los Estados Unidos, el municipio tiene una superficie total de 80.06 km², de la cual 77,97 km² corresponden a tierra firme y (2,6 %) 2,08 km² es agua.

## Demografía
Según el censo de 2010, había 504 personas residiendo en el municipio de Kettle River. La densidad de población era de 6,3 hab./km². De los 504 habitantes, el municipio de Kettle River estaba compuesto por el 98,61 % blancos, el 0,6 % eran amerindios, el 0,2 % eran asiáticos, el 0,4 % eran de otras razas y el 0,2 % eran de una mezcla de razas. Del total de la población el 0,79 % eran hispanos o latinos de cualquier raza.